# Дидона, царица Карфагена
«Дидона, царица Карфагена» (англ. Dido, Queen of Carthage) — трагедия английского драматурга Кристофера Марло, написанная предположительно совместно с Томасом Нэшем. Была написана между 1587 и 1593 годами, её первое издание датировано 1594 годом.
Материал для пьесы Марло почерпнул из «Энеиды» Вергилия. Царица Карфагена Дидона влюбляется в приплывшего в её страну изгнанника Энея, и тот сначала отвечает ей взаимностью, но позже уплывает, не попрощавшись, так как ему предсказано основать великий город в Италии. Дидона не может вынести такое предательство и совершает самоубийство.